# Rio Sátão
O rio Sátão, Ribeira de Sátão ou Ribeira da Pena, é um rio de Portugal. Começa a formar-se junto da povoação de Rãs, numa zona granítica, pertencente à freguesia de Romãs, concelho de  Sátão e Distrito de Viseu.
Após um percurso aproximado de 28.4 km, desagua na margem direita do Rio Dão, nas freguesias de Fragosela/Povolide, concelho de Viseu, num local que fica a cerca de 2 km  a jusante da Barragem de Fagilde e com as coordenadas 40º38´01.23N  7º49´30.91W.
No seu percurso ladeia, na margem direita, as localidades de Lajes, a sede do concelho - Sátão , Vila Boa, Corvos a Nogueira, Santos Êvos e Pinheiro Bordalo. Na margem esquerda passa próximo de São Miguel de Vila Boa e Povoação. 
A sua foz optou por desaguar no Dão por entre penedias e maciços graníticos esculpidos com rara beleza.